# 郡上踊
郡上踊（日语：郡上おどり）是日本中部岐阜縣郡上市郡上八幡地区的盂兰盆会舞，日本三大盆踊之一。

## 舞蹈
已有400多年历史的舞蹈每年从7月中旬到9月上旬，共持续30多个夜晚，并且在盂兰盆期间4夜（8月13－16日）通宵演出。一般演员与观众之间不存在区别，数千到数万人的本地人、观众及旅客在江户时代以来城下的古镇小巷，还是神社境内一起跳舞。舞蹈不需要专门的服装，但不少人穿浴衣和木屐，旅客可以在服装店租借浴衣及购买木屐。郡上舞蹈的魅力之一就是大家都可以轻松加入。舞蹈方式有「Kawasaki（かわさき）」、「春驹」、「三百」、「Yacchiku（やっちく）」、「Gengenbarabara（げんげんばらばら）」、「猫之子」、「Sawagi（さわぎ）」、「郡上甚句」、「古调Kawasaki（古調かわさき）」和「松阪」一共10种。盂兰盆期间4夜一共约25万人，每季节一共约30万人的舞蹈者来人口只有1万多人的郡上八幡地区。

## 文物指定
- 1958年4月23日被岐阜县指定为县指定无形文化财。
- 1996年12月20日被国家指定为重要无形民俗文化财。

## 其他地区的郡上

### 郡上in青山
每年6月，举办于东京都港区青山地区。"青山"地名是源自江户时代郡上地区诸侯青山氏的江户公馆在该地区的，青山氏的菩提寺"梅窗院"现在还在青山。